# Pôle Image Magelis
Créé en novembre 1997 à Angoulême, le Pôle Image Magelis est un pôle de développement économique de la filière Image en Charente, qui concentre son activité autour de quatre secteurs d'activités : la bande dessinée, l'animation, les tournages et le jeu vidéo.

## Présentation
Créé en 1997, le Pôle de l'image Magelis est ouvert au public et aux étudiants de la région d'Angoulême. Il se situe dans le quartier Saint-Cybard à Angoulême, au bord de la Charente. Il s'inscrit dans un but de création, et ses travaux sont présentés au Festival International de la Bande Dessinée.
Dans le cadre pédagogique, les étudiants bénéficient d'une formation complète, avec :
- l'EMCA (École des Métiers du Cinéma d'Animation).
- l'EESI (École européenne supérieure de l'image)
- l'ENJMIN (École nationale du jeu et des médias interactifs numériques)
- le CEPE de l'IAE Poitiers
- l'IUT d'Angoulême de l'université de Poitiers
- l'Atelier
- le LISA
- le CREADOC (Master ERD Ecriture et Réalisation Documentaire - Université de Poitiers)
- Objectif 3D
- l'Ecole Emile Cohl
- l'école d'Art du GrandAngoulême
- l'école 42
- la Human Academy
- Lycée Guez de Balzac (classe préparatoire)
- Mediaschool

## Aménagements
Afin d'améliorer les conditions d'accueil des étudiants, une Cité Universitaire a été construite dans le quartier Saint-Cybard au début des années 2010. Elle s'appelle L’Auberge espagnole, en référence au film de Cédric Klapisch.